# Gogodalem
Gogodalem is een bestuurslaag in het regentschap Semarang van de provincie Midden-Java, Indonesië. Gogodalem telt 3324 inwoners (volkstelling 2010).